# Nils Psilanderhielm
Nils Psilanderhielm, född 26 november 1706 i Karlskrona, död 4 augusti 1768 i Stockholm, var en svensk mineralog.
Efter avslutade studier i Uppsala företog Psilanderhielm vetenskapliga resor till Öland och Gotland, studerade den norska gruvnäringen samt överlämnade, vid återkomsten till Sverige 1727, till Bergskollegium tre folioband anteckningar, som han gjort under dessa resor. Han blev auskultant i Bergskollegium 1728, men företog därefter i sällskap med Anton von Swab en resa till gruvor i bland annat Böhmen, Ungern, Salzburg, Bayern och Sachsen.
Psilanderhielm antog ett anbud att gå i rysk tjänst och blev 1736 rysk bergshauptman, men återvände till Sverige 1742, blev extra ordinarie bergsråd 1748 och ordinarie 1754. Sin dyrbara mineraliesamling skänkte han Vetenskapsakademien, av vilken han var ledamot sedan 1743 och som efter hans död även erhöll hans boksamling. Hans presidietal Om nödvändigheten att vid mineralsamlingars görande icke blifva bedragen (1754) finns infört i nämnda akademis handlingar.